# M4A3E8 Fury
M4A3E8 Fury (англ. Fury — «Ярость») — танк M4A3E8, на котором сражались главные герои фильма «Ярость».

## История танка
Фьюри — американский танк Шерман модификации M4A3E8 (военное обозначение M4A3(76)W HVSS) («76» — 76-мм пушка, W — мокрая боеукладка, HVSS — горизонтальная система подвески).  Танк использовался экипажем танка из пяти человек под командованием штаб-сержанта Дона Кольера.
Прозвище Easy Eight (E8) — «удобная восьмерка».
Экипаж танка понёс потерю — погиб помощник мехвода. На смену ему в подчинение Дона присылают новобранца — Нормана Эллисона, служившего до этого при штабе. Норман сразу оказывается на передовой, где лицом к лицу сталкивается с ужасами войны.
После гибели командира Дон принимает на себя командование танковой ротой из 2-й бронетанковой дивизии. Под его началом танкисты приходят на помощь взводу солдат, попавших в трудное положение, и уничтожают немецкую противотанковую батарею.
На рейде танкисты попадают в засаду, устроенную экипажем немецкого танка «Тигр». Вчетвером против одного — американцы выигрывают бой, но в живых остаётся только один экипаж из четырёх, попавших в засаду...
Оставшись одни и выполняя ранее поставленную задачу, Дон и экипаж его танка попадают на мину на развилке дорог, в результате чего получает серьезные повреждения шасси (разрушен один из опорных катков, разорвана гусеница) и танкисты вынуждены провести его ремонт. Высланный на разведку Норман докладывает о приближении значительно превосходящих сил противника — до батальона СС. Грэди, Святоша и Гордо предлагают отступить, но решимость командира заставляет их остаться. Экипаж танка вступает в неравную схватку с противником. Ствол орудия повреждается и танкистам приходится обороняться пулемётами, автоматами и гранатами, однако боеприпасы заканчиваются. Один за другим героически погибают члены экипажа: Грэди убит выстрелом из фаустпатрона, Толстяк погибает от гранаты, которую он неудачно метнул и в итоге закрыл своим телом, чтобы спасти остальной экипаж, а Бойд (Святоша) убит пулей немецкого снайпера в глаз, когда Дон попросил передать гранаты. Видя безвыходность ситуации, Норман предлагает сдаться, но смертельно раненый Кольер просит этого не делать. Эллисон покидает танк через нижний люк, Дон погибает от взрыва гранат.

## Экипаж танка
- командир — Дон Кольер (играет Брэд Питт)
- стрелок-радист — Норман Эллисон (играет Логан Лерман)
- заряжающий — Грэди Тревис (играет Джон Бернтал)
- наводчик — Бойд Свон (играет Шайа Лабаф)
- механик-водитель — Трини Гарсия (играет Майкл Пенья)

## Съёмки танка
Для съёмки сцен внутри танка была построена специальная декорация, установленная на шарнирах таким образом, чтобы имитировать тряску во время езды. Стены декорации были сдвижными для возможности смены съёмочных ракурсов. Интерьер танка был воссоздан в декорации по сохранившимся чертежам художником картины Гэри Джоплингом. Для придания достоверности были использованы обшивка и детали настоящих танков, позаимствованные у коллекционеров. Кинооператор Роман Васьянов для получения достоверного изображения внутри танка отказался от операторского освещения, и обошёлся небольшими светодиодными панелями, установленными для подсветки теней.

## В игровой индустрии
Компания Wargaming добавила премиум танк Fury во все три «танковые» ММО-игры компании: World of Tanks, World of Tanks: Xbox 360 Edition, World of Tanks Blitz. Также была выпущена бумажная модель этого танка в раскраске и с обвесом из фильма.
Присутствует в компьютерной игре Company of Heroes 2. Используется американцами в доктрине "Стрелковая рота", под обозначением M4A3E8 "Sherman Easy Eight".